# Gaspard de Bavière
Gaspard de Bavière, comte palatin de Deux-Ponts et Veldenz (né le 11 juillet 1458 – vers l'été 1527) fut palatin du Palatinat-Deux-Ponts de 1489 à 1490.

## Biographie
Gaspard est le fils de Louis Ier de Deux-Ponts et de Jeanne de Croÿ.  Son père, Louis Ier, était effrayé à la perspective qu'après sa mort ses domaines soient partagés entre ses deux fils et que Gaspard reçoive le comté de Veldenz et son frère Alexandre de Bavière surnommé  le Boiteux le duché de Deux-Ponts.  
Afin d'éviter ce démembrement, Louis ordonne qu'après son décès ses fils règnent conjointement. Cependant peu après la disparition de leur père, Alexandre fait arrêter Gaspard qui est déclaré mentalement incapable et incarcéré au château de Veldenz. De ce fait, Alexandre règne seul, la souveraineté sur le comté de Gaspard est formellement annulée en 1514 et il reste emprisonné pour le reste de ses jours. Il meurt au cours de l'été 1527 à Nohfelden.
Il n'a pas pu être déterminé de façon formelle si Gaspard souffrait effectivement de troubles mentaux ou moraux lui interdisant la gestion de son domaine, ou s'il a été écarté du pouvoir par l'ambition de son jeune frère.

## Union
En 1478 à Deux-Ponts il épouse Amélie de Brandebourg (1461–1481), fille d'Albert III Achille de Brandebourg.  Amélie meurt peu après à l'âge de 20 ans ; ils n'ont pas d'enfant.